# Dyke Sentso
Dyke Sentso, född 1924, var en sydafrikansk novellförfattare. Hans novell Under the Blue-Gum Trees vann första pris i tidskriften Drums novelltävling 1953. Ytterligare några noveller av Sentso publicerades i Drum åren 1951–1954, men sedan försvann han från den litterära kartan. Mycket lite är känt om honom.
På svenska finns Under blågummiträden i Per Wästbergs antologi Afrika berättar.